# محمدابراهیم نقاش‌باشی
محمدابراهیم نقاش‌باشی، معروف به نعمت‌اللهی (زاده: حدود ۱۲۴۰ خورشیدی، اصفهان - درگذشت: ۱۱ دی ۱۲۹۳ خورشیدی، اصفهان) نقاش و چهره‌پرداز ایرانی در دوره قاجار بود. او لقب نقاش‌باشی را از محمدشاه قاجار دریافت کرد و تا هنگام مرگ (دو سال پس از شروع سلطنت ناصرالدین شاه قاجار)، این لقب را حفظ کرد. عمده شهرت او به خاطر نقاشی است که از امیرکبیر کشیده است.

## استادان
محمدابراهیم نقاش‌باشی، نقاشی کردن را نزد استادان نقاش همچون: فرزندان آقا نجف نقاش‌باشی، محمداسماعیل نقاش‌باشی، خاندان امامی، خاندان شیرازی و به ویژه نزد آقا عباس آموخت.

## هم دوره‌ها و شاگردان
محمدابراهیم نقاش‌باشی با هنرمندانی همچون: میرزا عبدالحسین صنیع همایون، سید محمدحسین امامی، محمدباقر سمیرمی، محمدحسن اصفهانی و محمدعلی مُذَهب هم دوره بود و شاگردانی را آموزش داد همچون: میرزا هادی، میرزا عبدالله، محمدحسین ولی‌اللهی، میرزا آقا امامی و محمدحسین مصورالملکی.

## شیوه کار هنری

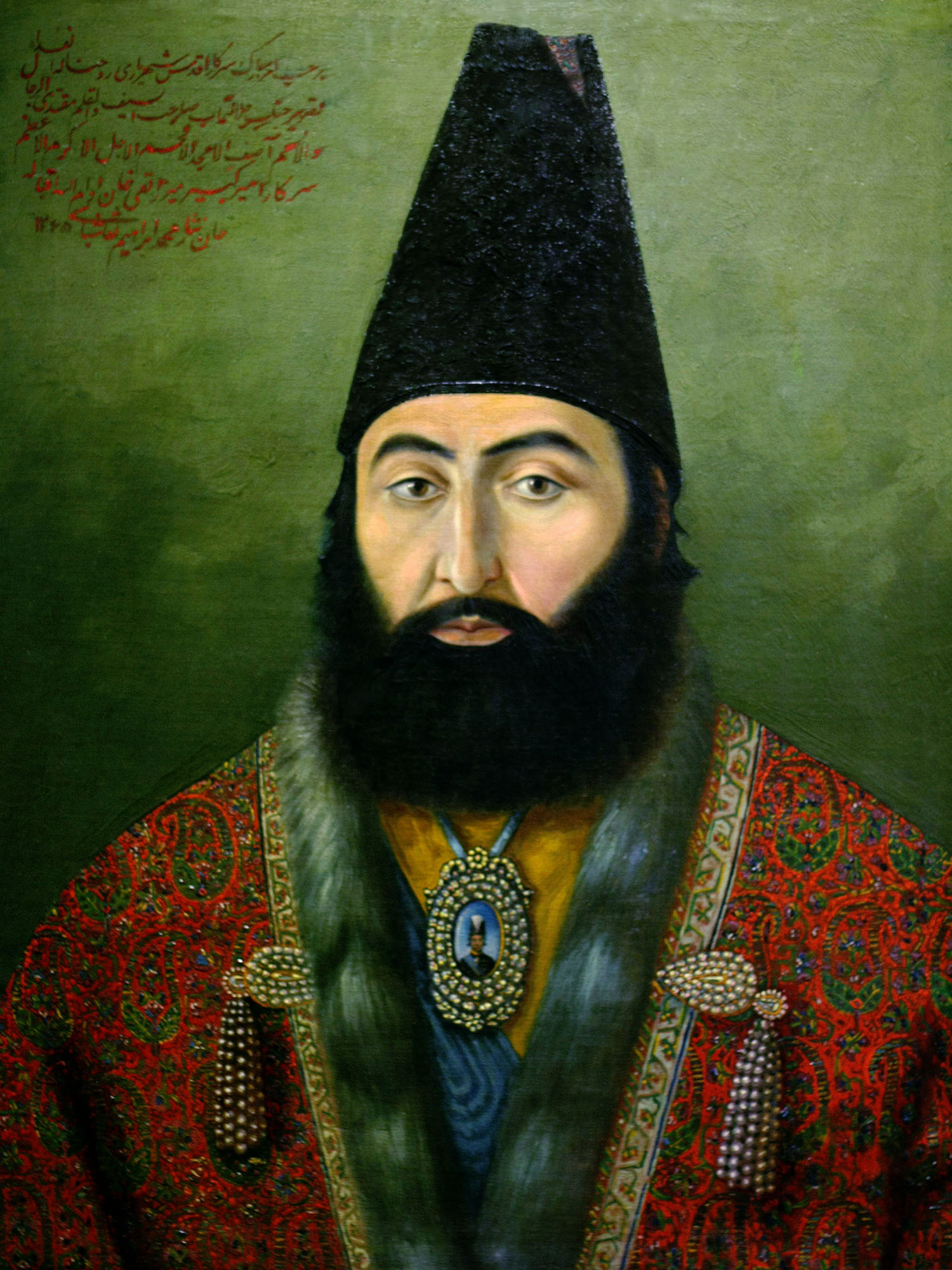
نقاشی نقاش‌باشی از امیرکبیر

محمدابراهیم نقاش‌باشی در ساخت و نقاشی قلمدان، تصویرگری کتاب، ظزف‌های مینا، نقاشی روی پارچه و مقوا، نقاشی گل و مرغ، منظره پردازی، چهره پردازی و نقاشی مجلس‌های بزمی و رزمی، چیره‌دست بود.

## فرزندان
فرزندان محمدابراهیم نقاش‌باشی همگی از هنرمندان نامدار در زمان خود بودند؛ میرزا کریم نعمت‌اللهی، میرزا محمود نعمت‌اللهی، میرزا علی نعمت‌اللهی، نجاتعلی نعمت‌اللهی، محبعلی نعمت‌اللهی.

## درگذشت و آرامگاه
محمد ابراهیم نقاش‌باشی در سال ۱۲۹۳ خورشیدی درگذشت و در گورستان تخت فولاد (تکیه آغاباشی) به خاک سپرده شد.